# Songthela jianganensis
Espèce
Synonymes
- Heptathela jianganensis Chen, Gao, Zhu & Luo, 1988

Songthela jianganensis est une espèce d'araignées mésothèles de la famille des Liphistiidae.

## Distribution
Cette espèce est endémique du Sichuan en Chine,. Elle se rencontre dans le xian de Jiang'an.

## Description
Les mâles mesurent de 14,1 à 14,6 mm et les femelles de 19,8 à 20,2 mm

## Systématique et taxinomie
Cette espèce a été décrite sous le protonyme Heptathela jianganensis par Chen, Gao, Zhu et Luo en 1988. Elle est placée dans le genre Abcathela par Ono en 2000 puis dans le genre Songthela par Xu, Liu, Chen, Ono, Li et Kuntner en 2015.

## Étymologie
Son nom d'espèce, composé de jiangan et du suffixe latin -ensis, « qui vit dans, qui habite », lui a été donné en référence au lieu de sa découverte, le xian de Jiang'an.

## Publication originale
- Chen, Gao, Zhu & Luo, 1988 : « A new species of the genus Heptathela from China (Araneae: Heptathelidae). » Sichuan Journal of Agricultural Science, vol. 1988, p. 78-81.